# Taliján Bob
Taliján Bob (v anglickém originále The Italian Bob) je 8. díl 17. řady (celkem 364.) amerického animovaného seriálu Simpsonovi. Scénář napsal John Frink a díl režíroval Mark Kirkland. V USA měl premiéru dne 11. prosince 2005 na stanici Fox Broadcasting Company a v Česku byl poprvé vysílán 13. ledna 2008 na stanici ČT2.

## Děj
Poté, co se panu Burnsovi děti ze Springfieldské základní školy posmívají kvůli jeho starému autu, pošle Homera, aby mu v Itálii vyzvedl zbrusu nové auto Lamborgotti Fasterossa (parodie na Lamborghini Gallardo). Rodina tam letí letadlem společnosti Alitalia a užívá si prohlídku země, přestože se Homer a Bart vysmívají italské kultuře a historii. Líza se snaží vydávat rodinu za Kanaďany, aby se vyhnula potenciálnímu posměchu Evropanů, kteří si myslí, že Američané dělají hloupá rozhodnutí, i když se to vymstí, když Homer přiveze americkou vlajku, aby se vysmál ostatním cestujícím. Poté, co jim na autě přistane obrovský kus mortadely a rozdrtí jeho kapotu, pomalu ho dotlačí do malé toskánské vesničky Salsiccia poblíž a dozví se, že zdejší starosta mluví anglicky. 
Simpsonovi jsou šokováni, když zjistí, že starostou je Levák Bob, který je stejně šokován, když je vidí. Vysvětlí jim, že poté, co se naposledy pokusil zabít Barta, chtěl začít nový život mimo Springfield. Bob se rozhodl začít znovu jinde a nakonec si vybral Itálii. Po těžkém začátku si ho Italové oblíbili, když jim pomáhal drtit hrozny na víno pomocí svých obrovských nohou. Poté ho zvolili starostou své malé vesnice. Díky tomu Bob odolal všem úmyslům Barta zabít a prozradil, že má rodinu. Představí jim svou ženu Francescu a syna Gina. Ti o jeho minulém životě v Americe nic nevědí a Bob Simpsonovy prosí, aby o jeho minulosti nikomu neříkali. 
O měsíc později uspořádá Bob ve vesnici pro rodinu Simpsonových večírek na rozloučenou. Ta se však zvrtne, když se Líza opije vínem a začne o něm vykládat, že se pokusil o vraždu. Bob ji odvádí od stolu, ale když Líza klopýtne dozadu, strhne z něj oblek a odhalí jeho vězeňskou uniformu. Vesnice zjistí, že Bob je lupič, který se pokusil o vraždu, a odeberou mu funkci starosty. Bob je z toho tak rozzlobený, že už má zbytku rodiny dost, a rozhodne se zabít nejen Barta, ale všechny Simpsonovy, a když se tak rozhodne, přísahá jim vendetu. Rodina prchá v opraveném autě, ale Bob je pronásleduje na motorce Ducati 999. To vyústí ve vysokorychlostní honičku na dálnici, dokud Homer nesjede do příkopu a na římský akvadukt a nakonec nepřistane na vrcholu Trajánova sloupu na Foru Romanu. Bobova žena a syn ho dostihnou a Bob se v obavách z jejího zklamání snaží slíbit, že se vzdá své nové vendety. Francesca vyznává Bobovi lásku a věrnost a nabídne mu, že mu pomůže pomstít se jako rodina. 
Simpsonovi mezitím přemýšlejí, co mají dělat dál, protože jsou v cizí zemi bez auta a bez jakýchkoli peněz. Líza si všimne autobusu s plakátem, který inzeruje vystoupení Šáši Krustyho v opeře Komedianti. Setkají se s ním u římského Kolosea a on je tam nepozorovaně zařadí jako kompars. Bob, Francesca a Gino je však najdou a zatlačí je na jevišti do kouta, zatímco Krusty, který propadl padacími dveřmi, z jeviště uteče. Líza varuje diváky, že se Terwilligerovi chystají ji a rodinu skutečně zabít, ale Bob diváky oklame tím, že předvede vrcholnou část Vesti la giubba. Než však Bob a jeho rodina stihnou Simpsonovy dorazit, vyzvedne je Krustyho limuzína; Krusty potřebuje propašovat starobylý artefakt zpět do Ameriky. Terwilligerovi jsou nejprve zklamaní, ale pak odcházejí a společně spřádají plány na pomstu: Gino honí motýla a Bob se zlomyslně šklebí s Franceskou.

## Přijetí
Ve Spojených státech díl během premiéry sledovalo 10,39 milionu diváků.
Patrick D. Gaertner ze serveru Puzzled Pagan napsal: „Tato epizoda je, myslím, v pořádku. Ale je to trochu zvláštní zážitek. Jsem velkým fanouškem dílů s Levákem Bobem a zároveň nejsem fanouškem prázdninových epizod, které z velké části slouží jako záminka pro Simpsonovy, aby se potulovali a vysmívali se cizím kulturám. A člověk by si myslel, že tyto dva typy epizod spolu nebudou dobře ladit. A upřímně řečeno, tak trochu neladí. Tohle opravdu není typická epizoda o Leváku Bobovi, protože tu není žádné tajemství, a není to ani typická epizoda o dovolené, protože stráví jen asi jedno dějství blbnutím s pamětihodnostmi. Je to prostě takový díl o ničem. Není v něm nic, co by se mi líbilo, a není v něm ani nic, co by mi vadilo. Což předpokládám, že z toho dělá docela nevýrazný díl na závěr roku, ale tak už to chodí. Třeba se příští rok dočkáme lepších věcí.“.
Server Gabbing Geek v hodnocení dílu uvedl: „Asi je dobře, že Líza nakonec ty lekce italštiny absolvovala. Podívejte, nemusí to dávat smysl. Jen musíme Simpsonovy dostat do Itálie. Dobré zprávy – starosta mluví anglicky! Špatná zpráva – je to Levák Bob!“.
V roce 2009 umístil Robert Canning z IGN díl na poslední místo svého seznamu 10 nejlepších epizod Leváka Boba (v té době bylo odvysíláno deset epizod točících se kolem této postavy). Canning napsal, že epizoda „klesá v žebříčku nejníže z několika důvodů, ale největším z nich je skutečnost, že Bob neměl v úmyslu Barta zabít. Navíc jsme v Itálii. Navíc je Bob ženatý a má syna. Všechny věci, které máme na dílech Leváka Boba rádi – pomsta, známé prostředí a postavy, propracované intriky – v této půlhodině chyběly. Bez toho nebyl Bob ani zdaleka tak zábavný a epizoda nepřinesla mnoho smíchu.“.
Kelsey Grammer získal za namluvení postavy Leváka Boba v této epizodě cenu Emmy za vynikající dabing. John Frink získal za scénář k této epizodě Cenu Sdružení amerických scenáristů za vynikající scénář k animovanému filmu na 59. ročníku těchto cen.